# Nam Sơn, Kiến An
Nam Sơn là một phường thuộc quận Kiến An, thành phố Hải Phòng, Việt Nam.
Phường Nam Sơn có diện tích 3,78 km², dân số năm 1999 là 6743 người,(năm 2022 là trên 11000 người) mật độ dân số đạt 1784 người/km².